# Runenblock von Axala

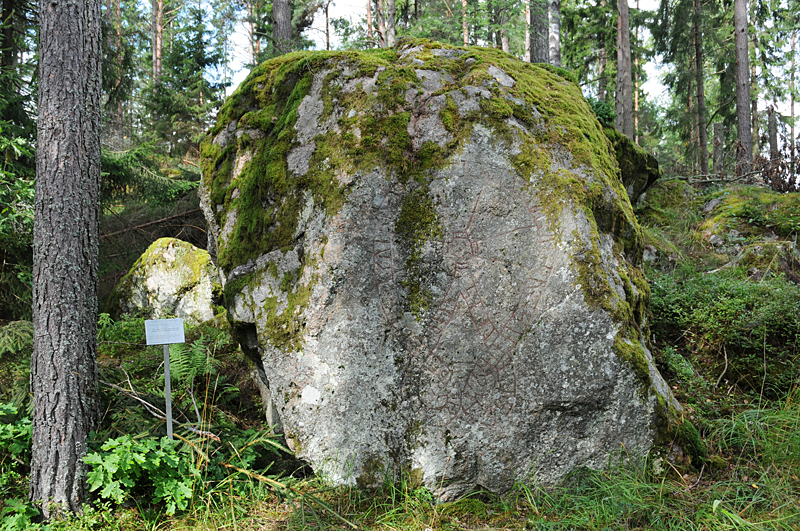
Runenblock von Axala

Der Runenblock von Axala im Kirchspiel Björnlunda in Södermanland in Schweden trägt die Runeninschrift Sö 2 (schwedisch Södermanlands runinskrifter 2).
Der Runenblock (schwedisch Runblocket) liegt im Wald direkt neben der Eriksgata (Straße 223). Er misst etwa 3,0 × 2,5 Meter und ist 3,0 Meter hoch. Die Ritzung auf der Ost-Südost-Seite ist 1,6 Meter hoch und 1,1 Meter breit. Die Schrifthöhe beträgt 9–10 cm.

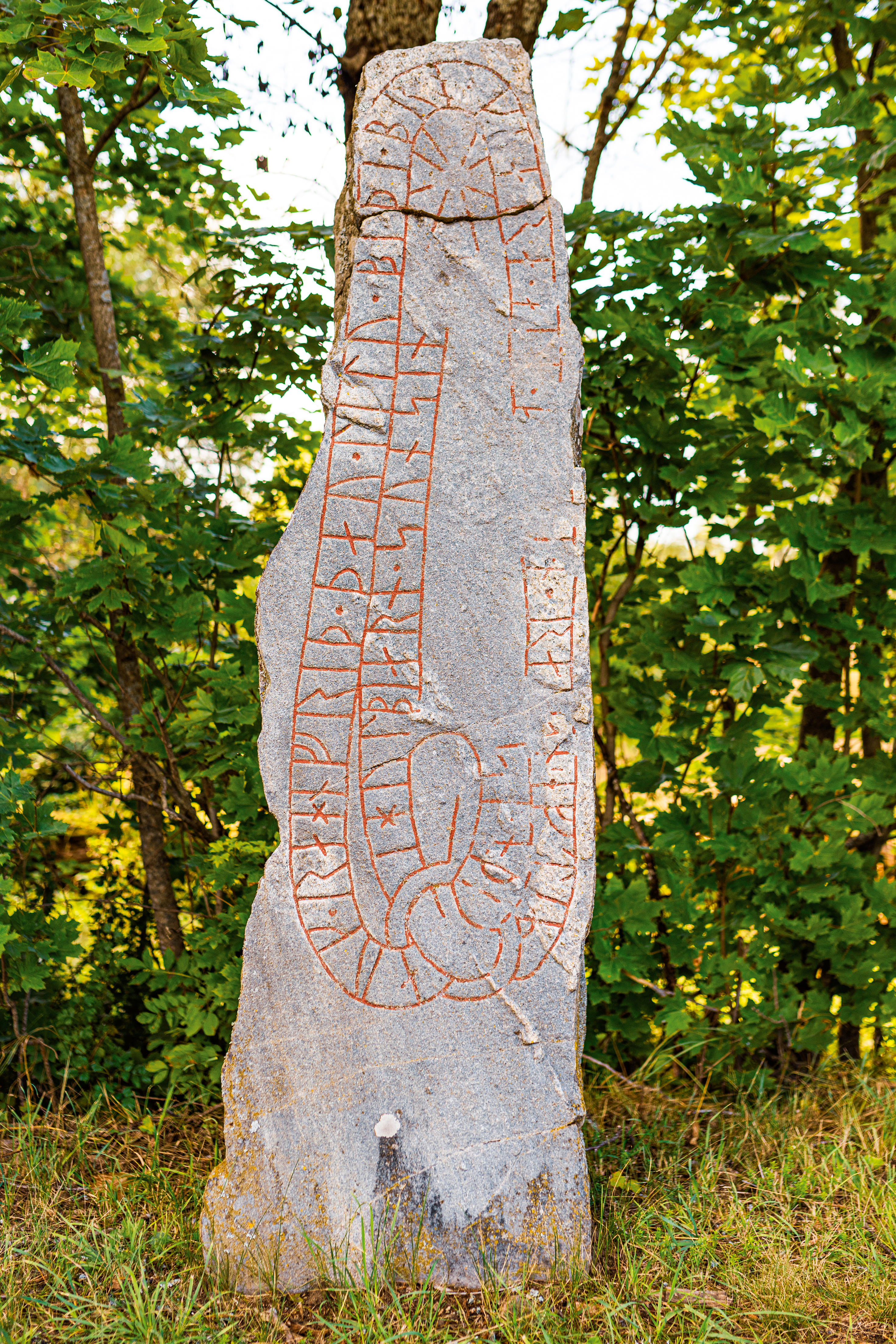
Runenstein Sö 141

Die Inschrift lautet: Slode und Ragnfrid ließen den Stein nach Igulbjörn, ihrem Sohn, ritzen. Hilf Christus seinem Geist.
Slode und Ragnfrid haben einen zweiten Stein zu Ehren ihres Sohnes ritzen lassen. Es ist der Runenstein Sö 141, der sich etwa 10 km entfernt in situ bei Aspa befindet. Wahrscheinlich wurden beide Ritzungen vom Runenmeister Torer erstellt.